# Eupelte villosa
Eupelte villosa är en kräftdjursart som först beskrevs av Brady 1910.  Eupelte villosa ingår i släktet Eupelte och familjen Peltidiidae. Inga underarter finns listade i Catalogue of Life.